# Uladzimir Harakhavik
Uladzimir Harakhavik (ou parfois écrit Uladzimir Gorohovik), né le 21 janvier 1995 à Minsk, est un coureur cycliste biélorusse.

## Palmarès et résultats

### Par année
- 2015
  - Sotchi Cup
- 2016
  - Gran Premio Sannazzaro
  - 1re étape du Tour de Haute-Provence
  - 2e de l'Alta Padovana Tour
- 2017
  - 2e du Circuito Casalnoceto
- 2018
  - Prix de Cramant
  - 3e du Circuit des Bruyères
  - 3e du Grand Prix d'Haillicourt
- 2019
  - 2e du Grand Prix d'Onjon
  - 2e du Prix de Vertus
- 2023
  - 4e étape du Tour de Biélorussie
- 2025
  - 2e étape de l'Issyk-Kul Grand Prix
  - 1re étape du Grand Prix de Sotchi
  - GP Orlovskogo
  - 2e de l'Issyk-Kul Grand Prix
  - 2e du championnat de Biélorussie du critérium

### Classements mondiaux
| Année                                 | 2015 | 2016  | 2017  | 2018  | 2019  | 2020 | 2021  |
| ------------------------------------- | ---- | ----- | ----- | ----- | ----- | ---- | ----- |
| Classement mondial                    |      | 2440e | 2270e | 1107e | 1429e | 779e | 2123e |
| UCI Europe Tour                       | 272e | 1624e | 1483e | 694e  | 967e  | 623e | 1441e |
|                                       |      |       |       |       |       |      |       |
| Légende : nc = non classéSource : UCI |      |       |       |       |       |      |       |